# 세아타워
세아타워(영어: SeAH Tower)는 대한민국 서울특별시 마포구 서교동에 위치한 초고층 빌딩이다. 2008년에 착공하여 2012년에 완공하였다. 2012년 서교자이 웨스트밸리에서 메세나폴리스로 명칭을 변경했다.
위치는 2,6호선 합정역 도보 1분이고 주차대수는 347대다. (B4 오피스전용주차구획) 무료주차는 1대/60평 (임대면적)이고 월정유료주차는 16만원 (부가세 별도)이다.

## 역사
2008년에 착공하여 2012년 6월에 완공되었다. 2013년 1월 세아그룹이 서울역 사옥(세아홀딩스, 세아제강, 세아네트웍스) 및 신도림 사옥(세아베스틸, 세아특수강, 세아메탈)에서 합정동 사옥으로 이전했다.

## 특징
세아타워는 쇼핑과 문화시설을 갖추고 있다. 태양광 발전 사업을 시동한다. 건물구조는 철근콘크리트구조다. 엘리베이터 대수는 7대(승객용 5대, 화물용 1대, 셔틀 1대)가 있고 주차는 총 347대(자주식 347대 / 기계식 0대)까지 가능하다. 무료주차는 1대/60평이고 유료주차는 월 160,000원/대, VAT별도다. 2013년 세아네트웍스가 합정동에 입주했다.

## 내부 시설
철강소재 전문회사인 세아그룹의 통합사옥으로 사용중이다. 입주한 계열사는 세아홀딩스, 세아베스틸지주, 세아베스틸, 세아창원특수강, 세아제강, 세아특수강 등 12개 계열사가 입주해 있다. 7층엔 게임 제작사인 Day7이 입주중이다.
| 층수                | 시설        |
| ------------------- | ----------- |
| 15층 ~ 32층         | 업무시설    |
| 14층                | 업무시설    |
| 8층 ~ 13층          | 업무시설    |
| 7층                 | Day7        |
| 2층 ~ 6층           | 업무시설 등 |
| 1층                 | 로비        |
| 지하 7층 ~ 지하 1층 | 지하주차장  |

## 대중문화
- SBS 예능 런닝맨에 메세나폴리스가 나온다.

## 갤러리

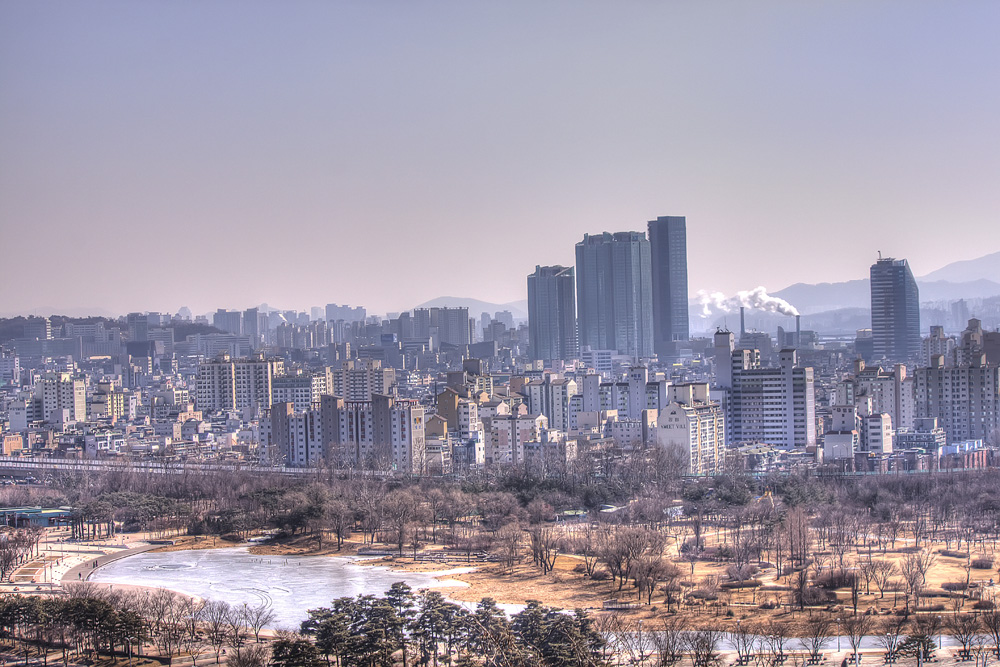
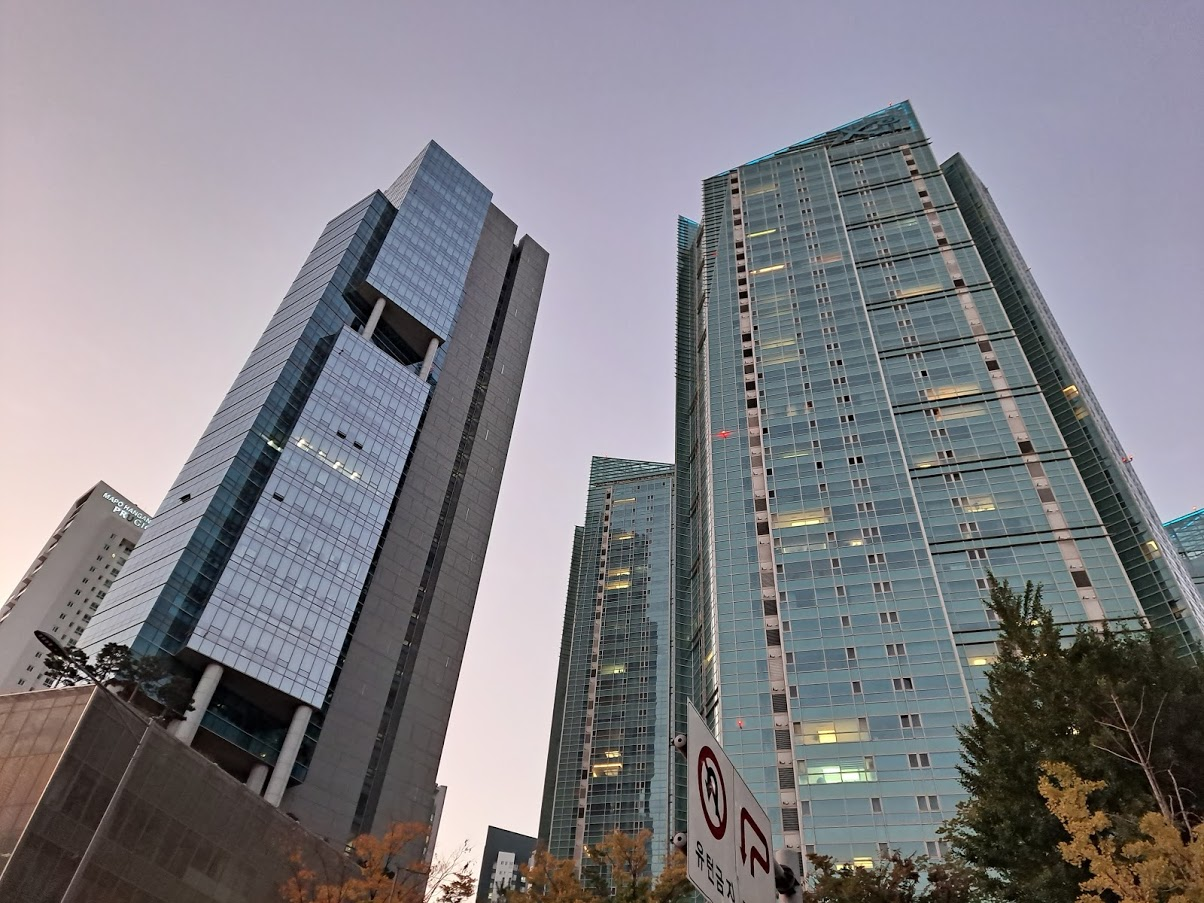

## 같이 보기
- 메세나폴리스
- 대한민국의 마천루 목록
- 서울특별시의 마천루 목록